# Estación Río Nilo
Río Nilo es la cuarta estación de la Línea 3 del Tren Ligero de Guadalajara en sentido sur-oriente a nor-poniente, y la décimo-quinta en sentido opuesto.

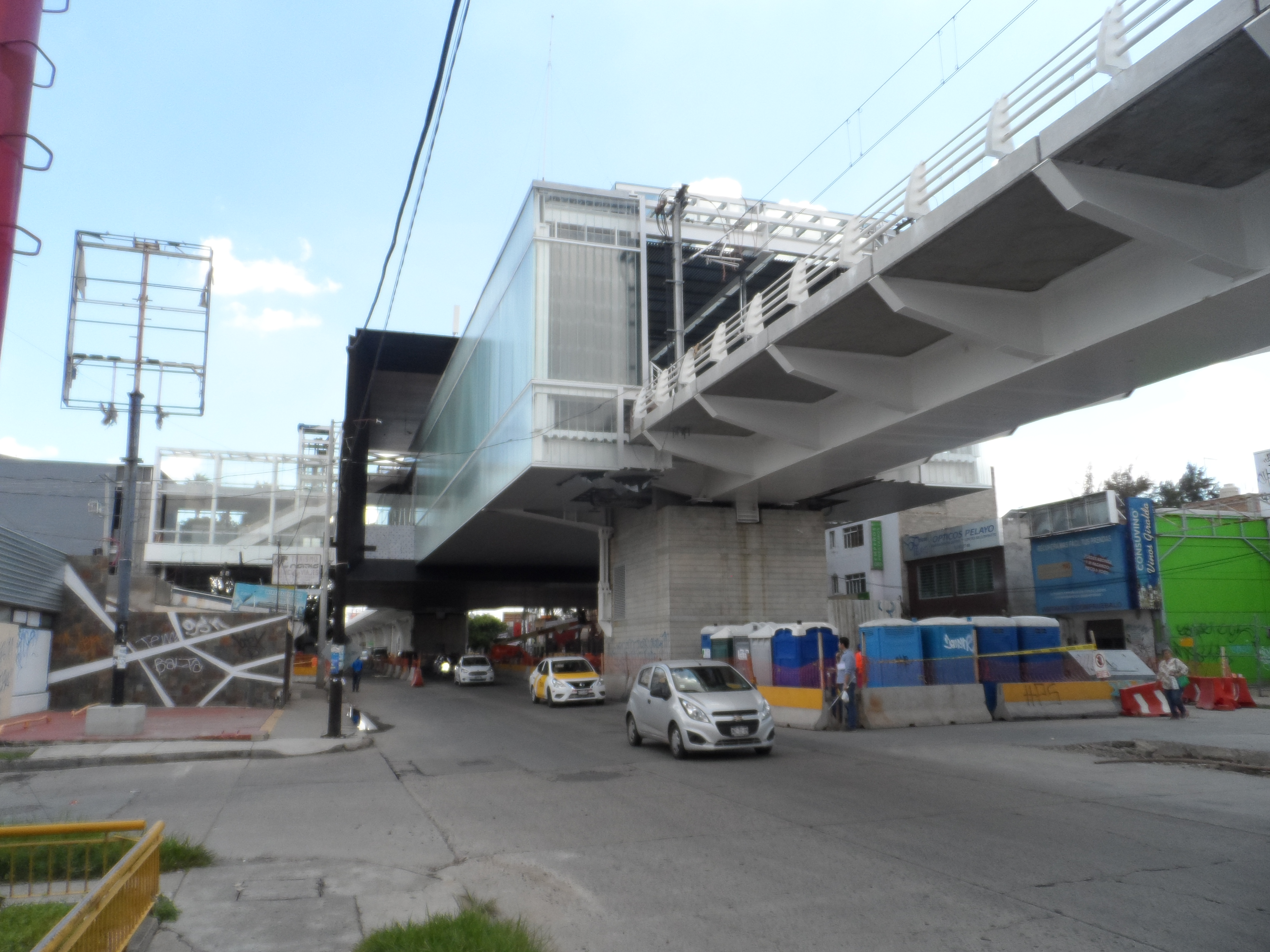
Vista externa de la estación Río Nilo.

Esta estación se ubica sobre el cruce de la Avenida Revolución con la Avenida Río Nilo, de la que toma su nombre y es también una de las estaciones elevadas del Viaducto Guadalajara-Tlaquepaque de la Línea 3. 
El logotipo de esta estación es un caduceo médico encerrado en un asterisco, en referencia al Hospital General de Zona N°14 (HGZ 14) que se encuentra en el costado oriente de la estación.

## Puntos de interés
- Hospital General de Zona 14 del IMSS
- Centro Comercial San Jorge